# Jules Giroul (1832-1866)
Jules Victor Hyacinthe Giroul (Raatshoven, 23 februari 1832 - Hoei, 15 juni 1866) was een Belgisch volksvertegenwoordiger.

## Levensloop
Giroul was een zoon van de arts Pierre Giroul en van Julie Dubois. Hij trouwde met Victorine Farcy.
Hij promoveerde tot doctor in de rechten (1856) aan de universiteit van Luik en vestigde zich als advocaat in Hoei.
In 1860 werd hij verkozen tot provincieraadslid en in 1864 tot liberaal volksvertegenwoordiger voor het arrondissement Hoei en vervulde dit mandaat tot aan zijn dood.